# Christina Geiße
Christina Geiße (* 1976 in Heilbronn) ist eine deutsche Schauspielerin.

## Leben
Christina Geiße besuchte von 1998 bis 2002 die Otto-Falckenberg-Schule in München und debütierte 2002 auf der Bühne der dortigen Kammerspiele. Von 2002 bis 2008 hatte sie ein Engagement an der Schaubühne am Lehniner Platz in Berlin. Nach einem Gastspiel am Essener Grillo-Theater ist Geiße seit 2009 im Ensemble des Thalia Theater in Hamburg.
Unter namhaften Regisseuren wie Thomas Ostermeier, Luk Perceval, Enrico Stolzenburg oder Christina Paulhofer spielte Geiße unter anderem in Merlin oder Das wüste Land von Tankred Dorst, Georg Büchners Woyzeck, in Platonow von Anton Tschechow oder Tod eines Handlungsreisenden von Arthur Miller.
Nach ihrem Kameradebüt, das sie 2004 gab, ist Christina Geiße auch immer wieder im Fernsehen zu sehen. Sie spielte Gastrollen in Serien wie Unschuldig, Danni Lowinski oder Sibel & Max, außerdem wirkte sie in diversen Fernsehfilmen mit, unter anderem in Schief gewickelt und Ein Hausboot zum Verlieben.
Christina Geiße lebt in Hamburg.

## Filmografie
- 2004: Woyzeck
- 2007: Mitte 30
- 2008: Unschuldig – Hauptgewinn Tod
- 2008: Tatort: Brandmal
- 2009: Ein Hausboot zum Verlieben
- 2009: Flemming – Der Tag ohne gestern
- 2010: Danni Lowinski – Alles auf Schwarz
- 2010: Die Schwester
- 2011: Schief gewickelt
- 2012: Polizeiruf 110 – Einer trage des anderen Last
- 2013: Der Tote im Watt
- 2014: Tatort: Brüder
- 2014: Notruf Hafenkante – Die Außenseiterin
- 2014: Heiter bis tödlich: Morden im Norden – Revolverheld
- 2015: Sibel & Max – Andere Umstände
- 2015: Tatort: Die Sonne stirbt wie ein Tier
- 2015: Zweimal lebenslänglich
- 2017: Zarah – Wilde Jahre – Deutschlands grausamste Emanze
- 2018: Tatort: Tollwut
- 2018: Am Ende ist man tot
- 2021: Stralsund: Das Manifest
- 2021: Stralsund: Medusas Tod
- 2022: WaPo Bodensee – Asche zu Wasser
- 2022: Tatort: Der Mörder in mir
- 2022: Tatort: Die Blicke der Anderen (Fernsehreihe)
- 2023: Tatort: Murot und das Paradies
- 2025: Tatort: Das Ende der Nacht

## Hörspiele
- 2012: Vertraute Fremde – Autor: Jiro Taniguchi – Regie: Martin Heindel
- 2014: Tote Mädchen – Autor: Richard Calder – Regie: Martin Heindel
- 2015: Der letzte Ort – Autor: Sherko Fatah – Regie: Beate Andres